# Benjamin Heckendorn
Benjamin J Heckendorn, född 1975, känd circuit bender av i första hand TV-spel. Benjamin har modifierat ett flertal olika stationära konsoler så att de därmed blivit portabla.